# Tsubasa RESERVoir CHRoNiCLE
Tsubasa: les cròniques perdudes (ツバサ-RESERVoir CHRoNiCLE-, Tsubasa: Rezaboa Kuronikuru) és una sèrie manga de les CLAMP, el qual inclou personatges nous, i també personatges d'altres de les seves sèries anteriors, creant així un crossover.

## Argument
La història explica la desesperada recerca d'un jove arqueòleg, Syaoran, que busca les plomes de la memòria de la princesa Sakura, que es troben perdudes en diferents mons a causa de l'ambiciós desig d'un malvat mag, el qual vol robar-li un poder ocult que ella posseeix: el d'anar a altres dimensions és a dir, mons, a voluntat.
Aquell màgic i misteriós poder es va despertar en unes ruïnes ocultes que pertanyen a l'antiguitat del Regne de Clow d'on provenen Syaoran i Sakura. Syaoran investigava les ruïnes sent un nen com la princesa Sakura, ja que el seu pare, també era arqueòleg, però havia mort anys enrere.
Enmig d'una eventualitat, i per mitjà d'una màgia molt poderosa, ella va sortir volant de la balconada del seu castell cap a les profunditats de les ruïnes, on es va trobar amb el jove Syaoran, el qual va presenciar el sorprenent fet que a la jove Sakura li creixessin unes boniques ales i en el moment que el va voler rescatar-la es van trencar en diversos fragments (plomes) provocant que fossin despariades per diferents dimensions. Syaoran haurà de recuperar cadascun dels fragments de la seva estimada princesa i amiga de d'infància, o si no la princesa perdrà la vida. Per això, (enviat per Yukito, mandat per en Tōya) va a demanar-li ajuda a la bruixa de la dimensió (Yūko de xxxHolic), ja que ella posseïx el poder de complir desitjos. Però aquest favor té un preu molt alt (el preu a pagar ha de ser equivalent al desig que has demanat, ni més, ni menys.) Per a això Syaoran haurà de pagar la seva relació entre la Sakura i ell, és a dir, encara que Sakura recuperi tots els seus records, no recordar cap que tingui relació amb el noi.
En aquesta aventura li acompanyen Fay D. Flourite, un jove mag que ha escapat del seu món i que no desitja tornar a ell, just abans d'anar a la trobada de la bruixa de la dimensió segella al Rei Ashura (el rei del País de Celes, país d'on prové en Fay) en el fons d'un llac i canvia la forma de Chiï (és una noia creada amb la màgia d'en Fay) perquè li avisi si el rei desperta. El desig d'aquest misteriós mag és no tornar al seu món, per això decideix anar de dimensió en dimensió però mai a la d'ell. Al lliurar-li a Yūko el seu objecte més preuat (un tatuatge en l'esquena que té a veure amb l'origen de la seva màgia) decideix unir-se a la recerca de la memòria de Sakura juntament amb Xiaolang.
Per altra banda Kurogane, un ninja bandejat per la Princesa Tomoyo i maleït per la mateixa a causa que comet assassinats sense sentit. La maledicció o Shu que la princesa Tomoyo conjura en contra d'en Kurogane és un poderós encanteri que funciona restant-li una part del seu poder cada vegada que mati a un ésser humà. Kurogane és enviat amb la bruixa Yūko a aprendre el veritable significat de la força; el seu únic desig és tornar al seu món i protegir la princesa del Japó antic. No obstant això, no molt convençut li lliura a Yūko la seva katana (espasa) anomenada el Drac de plata, ja que aquest era el preu que havia de pagar; no quedant-li altre remei que unir-se a la recerca sol per a fer més ràpid el viatge i tornar aviat al seu món.
Finalment, existeix una petita criatura que els dona la Yūko anomenada Mokona Modoki, que els servirà de recerca per a les plomes, per a recórrer els diversos mons, igual que comunicar-se amb la Yūko; trobant-se en aquests mons amb diferents versions de persones conegudes en els seus mons d'origen.

## Manga
El manga va començar a publicar-se al Japó el 2003 a la revista Shonen Magazine de l'editorial Kodansha, i va finalitzar el 2009, publicant-se l'últim volum. Fins a la data hi ha un total de 23 volums, i 190 capítols. Segons es pot extreure d'una entrevista a la guionista, Ohkawa, el nombre final de llibres recopilatoris serà uns 28-30.
A Espanya, Norma Editorial té la llicència i ha publicat els 28 volums.

## Anime
L'abril del 2005, es va començar a emetre la sèrie d'anime al Japó a través de NHK, amb el nom de Tsubasa Chronicle (ツバサ・クロニクル, Tsubasa Kuronikuru) la qual estava planejada que durés 3 temporades de 26 episodis cada una aproximadament, però després del final de la segona temporada, es va negar la possibilitat que es fes una tercera. L'anime, té un total de 52 episodis. A Catalunya va ser emès pel canal K3, mentres que a Espanya va ser emès en Animax i en algunes cadenes autonìmiques.
TSUBASA TOKYO REVELATIONS
Actualment, es venen unes OVA'S amb els toms 21, 22, i 23 en Japó. Aquestes OVA'S estan titulades amb el nom de TSUBASA TOKYO REVELATIONS, ja que narren la història del país de Tòquio, i tot el que en aquest país passa. Del guió s'encarrega Ageha Ohkawa (la guionista de les CLAMP). L'estudi d'animació que s'encarrega d'aquest projecte serà Production I.G. El director serà Shunsuke Tada (que va dirigir els OVAs de Prince of Tennis) i els seiyūs seran les mateixos de l'anime. Els OVA's seran edició limitada. La primera OVA, titulada "El missatge del mag" (魔術師の伝言, Majutsushi no Dengon) amb el volum 21 (que a més inclourà una caixa per guardar les tres DVDs, il·lustrats amb una nova imatge de CLAMP); la segona, "L'ull dret del noi" (少年の右目, Shōnen no Migime), amb el volum 22; i l'última, "El somni que la princesa va veure" (姫君の視た夢, Himegimi no Mita Yume) amb el volum 23. La primera OVA va sortir el 16 de novembre de 2007, la segona el 17 de gener de 2008 i la tercera el 17 de març de 2008.
El 15 de febrer de 2009 va sortir el primer capitol d'uns nous OVA's anomenats Tsubasa: Shunraiki. La segona part va trobar-se al mercat el 15 de maig de 2009.